# Isaac Massa

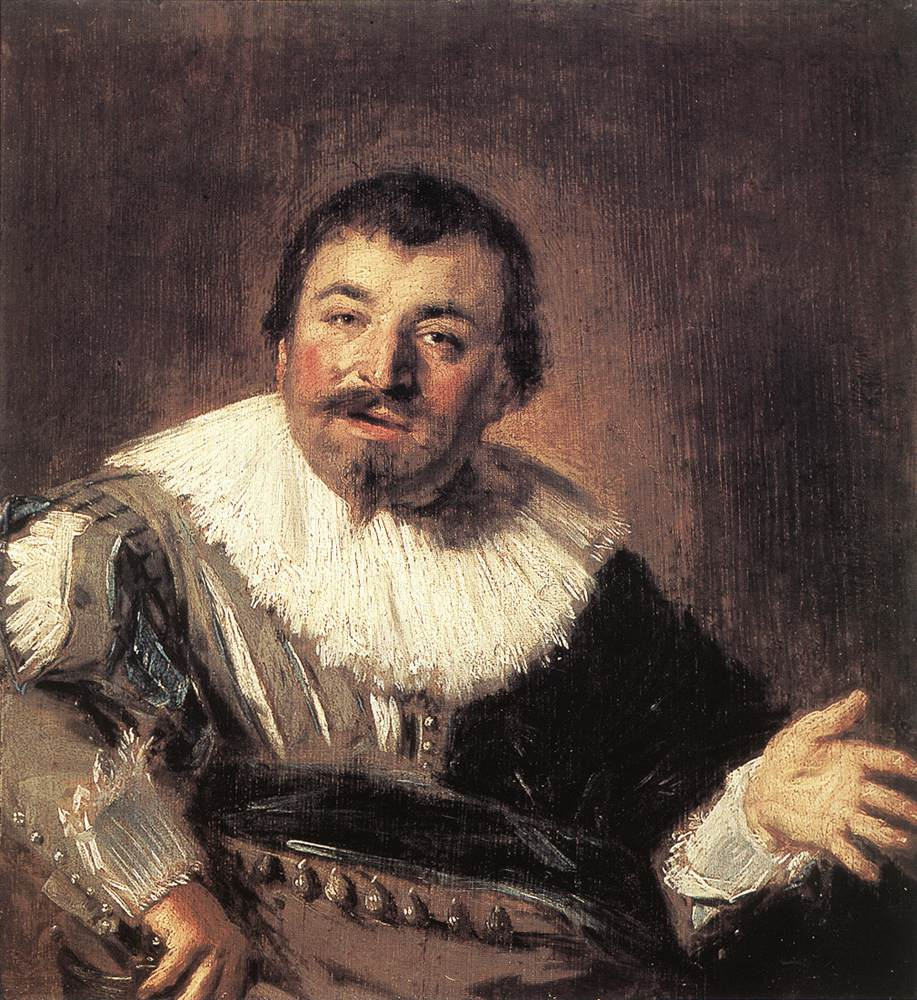
Isaac Massa (Frans Hals, um 1635, San Diego Museum of Art)

Isaac Abrahamszoon Massa, auch Massart, Massaert, (* 7. Oktober 1586 in Haarlem; † 1643) war ein niederländischer Kaufmann und Diplomat in Russland und Kartograf.

## Leben
Massa stammte aus einer Seidenhändler-Familie hugenottischer Herkunft. Möglicherweise waren die Vorfahren italienische Juden oder spanische Marranen. Sein Vater Abraham Massa war mit seiner Familie aus Lüttich nach Haarlem gekommen, wo er 1600 starb.
Massa wurde von seiner Mutter 1601 als Lehrling eines niederländischen Tuchhändlers nach Moskau geschickt, um das Handelsgeschäft zu erlernen. Er sammelte Informationem von russischen Forschungsreisenden und lernte Russisch bei einem Adligen, der 10 Jahre zuvor bei Tatarenangriffen verwundet worden war. Massa erlebte in Moskau die zweite Hälfte der Herrschaft Boris Godunows und überlebte die Eroberung Moskaus durch den Falschen Dmitri. Er trieb Handel in Wologda und wurde reich.
Isaac Le Maire lud Massa ein, mit einer von Petrus Plancius geförderten Expedition in Ostsibirien die vermutete Asien-Amerika-Landverbindung zu suchen, was Massa 1609 ablehnte. Im selben Jahr wurden Massa und andere ausländische Kaufleute von Zar Wassili Schuiski aus Russland über Archangelsk in ihre jeweilige Heimat ausgewiesen.

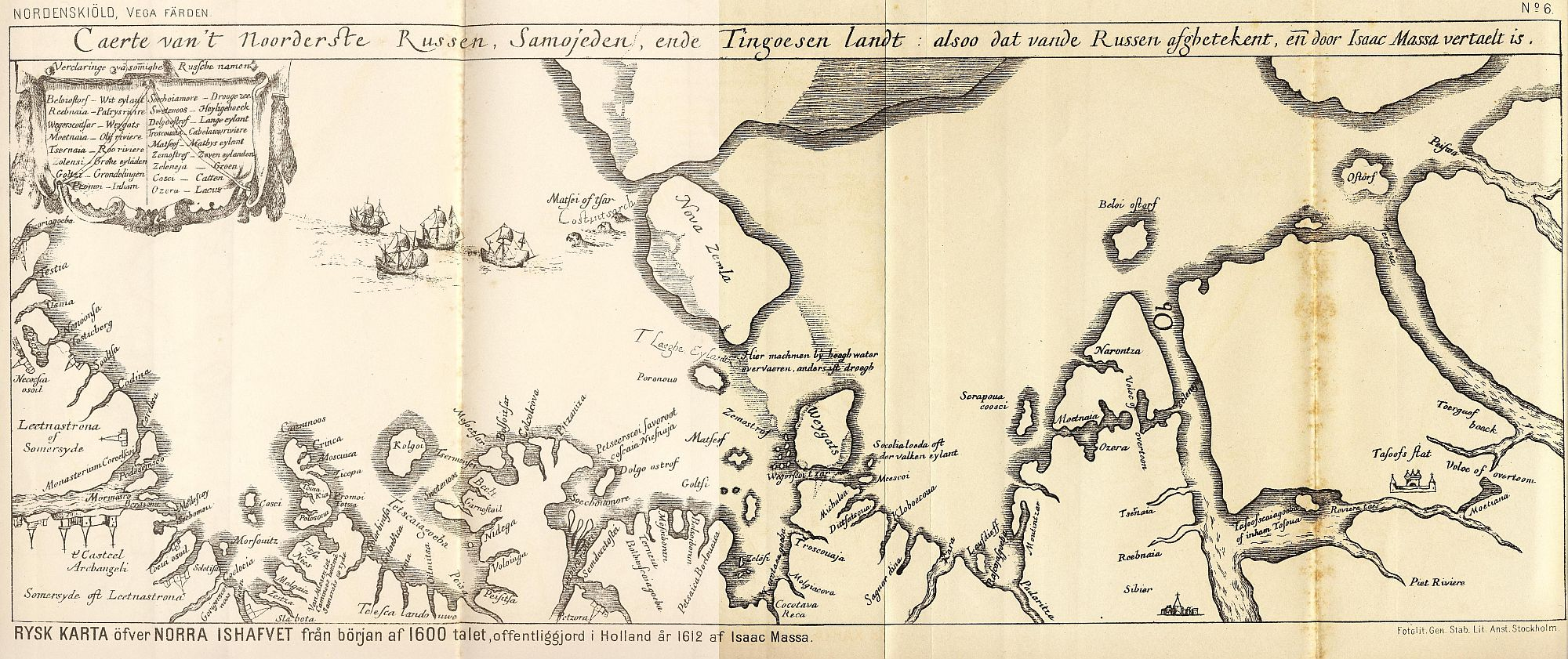
Massas Karte der nordsibirischen Küste (1612)

Zurück in der Heimat veröffentlichte Massa 1610 eine lateinische Beschreibung der Ereignisse in Moskau von 1601 bis 1609, die er dem Prinzen Moritz von Oranien widmete. 1612 erschienen zwei Aufsätze Massas über die Ereignisse in Russland und das Land der Samojeden. Er beschrieb die Wege aus Moskau in den hohen Norden, die Ewenken am Jenissei und den Reichtum der Familie Stroganow. Beigefügt waren eine Karte aus der Sammlung Hessel Gerritsz’ und Massas Karte der nordsibirischen Küste, die er mit Ergebnissen der Expedition Luka Moskwitins erstellt hatte.
Massa war an der Veröffentlichung von fünf Karten Russlands beteiligt, die er bis 1633 zeichnete. Auch zeichnete er zwei Karten Moskaus und einen Plan der Schlacht Wassili Schuiskis gegen Iwan Bolotnikow 1606. Die erste der Russland-Karten veröffentlichte Hessel Gerritsz 1613. Auf der Karte war vermerkt, dass sie auf einem Manuskript Fjodor Godunows beruhte und Michael I. gewidmet war. Oben in der Karte war ein Plan Moskaus und eine Ansicht Archangelsks eingefügt. An den weiteren Karten beteiligten sich Jodocus Hondius, Johannes Janssonius, Claes Janszoon Visscher, Willem Blaeu und Joan Blaeu.
Unter Zar Michael I. stabilisierte sich die Lage in Russland. 1614 bat der  Statthalter Moritz von Oranien den Zaren um Genehmigung für eine Reise Massas nach Moskau, um Waren nach Armenien und Persien zu bringen. Beteiligt an dem Unternehmen waren Gerrit Jacobsz Witsen mit zwei Neffen in Archangelsk, Reinier Pauw mit seinen beiden Söhnen Michiel und Adriaan Pauw und Elias Trip. Die Amsterdamer Kaufleute interessierten sich für russisches Getreide und vor allem für persische Seide und Edelsteine für den Export aus Archangelsk. Für den Russisch-Schwedischen Krieg brauchte der Zar Blei und Schießpulver. Massa förderte die Landwirtschaft auf den fruchtbaren Böden, den Bau eines Hafens am Finnischen Meerbusen und den Bau eines Kanals von der Düna zur Wolga für den Verkehr zum Kaspischen Meer.
Massa reiste 1615 als Dolmetscher mit zwei russischen Gesandten nach Frankreich zu Ludwig XIII. in Bordeaux und begleitete sie dann nach Russland. Zusammen mit Job Paludanus kam er im September  1615 in Moskau an. Wegen der russisch-schwedischen Friedensverhandlungen durfte jedoch Massa mit keiner Person in Kontakt treten. Er verlangte eine Entschädigung von den Generalstaaten, die ihm auch bezahlt wurde mit dem Bemerken, sie nicht weiter zu belästigen. Massa war der Meinung, dass ein großer Teil des Reichtums der Republik aus dem Handel über Archangelsk herrührte.
Als die englischen Kaufleute der Muscovy Company bei Michael I. in Ungnade fielen, wurde Massa 1618 doch wieder als Handelsagent nach Moskau geschickt, wo er den Zaren und dessen Vater, den Patriarchen Philaret, traf. Als 1619 Archangelsk abbrannte, verlor Massa dort alle seine Güter. Auf der Rückfahrt geriet das Schiff vor der lappländischen Küste in einen schweren Sturm. Massa heiratete 1622 Beatrix van der Laen, Tochter eines Bürgermeisters von Haarlem, der 1619 wegen Sympathien für die Remonstranten aus der Vroedschap ausgeschlossen worden war.
Philipp IV.  von Spanien hatte 1621 versucht, Polen-Litauen zu einem Getreide-Ausfuhrverbot für niederländische Kaufleute zu bewegen. 1624 war Massa wieder in Moskau und behauptete, als Handelsagent der Generalstaaten geschickt worden zu sein. In Schweden versuchte er, Gustav II. Adolf für den Getreidehandel aus Russland zu interessieren. 1625 wurde er vom schwedischen König geadelt. 1626 schickte er Zeitungen an den Zaren. 1626 bot er dem Zaren an, als Diplomat in seinen Dienst zu treten.
Massa zog sich 1627 auf das Landgut Ter Specke seines Schwiegervaters in Lisse und nicht weit von seinem Schwager Adriaen Maertenszoon Block zurück. 1629 bat er den Zaren, ihm den freien Handel in Russland zuzugestehen. Wegen des  Schwedisch-Polnischen Kriegs konnte kein Getreide aus Danzig exportiert werden. Massas Konkurrent Coenraad van Klenck erhielt von Patriarch Philaret die Erlaubnis für die Ausfuhr von etlichen Schiffsladungen Roggen aus Russland. Massa bemühte sich vergeblich um ein Handelsabkommen, was dann Adam Olearius gelang.
Die Massa-Stiftung in Groningen fördert wissenschaftliche und kulturelle Kontakte der Niederlande und der Russischen Föderation.